# كرزيستوف روجيك
كرزيستوف روجيك (بالبولندية: Krzysztof Rojek)‏ (مواليد 16 فبراير 1972) هو ملاكم بولندي، مثّل بلاده في الألعاب الأولمبية الصيفية 1992.

## روابط خارجية
كرزيستوف روجيك على موقع أوليمبيديا (الإنجليزية)
- كرزيستوف روجيك على موقع اللجنة الأولمبية البولندية (مؤرشف) (البولندية)